# Tullbergia callipygos
Tullbergia callipygos är en urinsektsart som beskrevs av Börner 1902. Tullbergia callipygos ingår i släktet Tullbergia och familjen Tullbergiidae. Inga underarter finns listade i Catalogue of Life.